# Xiamen Blue Lions
El Xiamen Blue Lions (en chino tradicional, 廈門藍獅; en chino simplificado, 厦门蓝狮; pinyin, Xiàmén Lánshī; pe̍h-ōe-jī, E-mng Na-sai) fue un equipo de fútbol de China que jugó en la Superliga China, la primera división nacional.

## Historia
Fue fundado el 23 de febrero de 1996 en la ciudad de Xiamen luego de que el fútbol en China se volviera profesional, iniciando desde la tercera división. En 1998 toma el lugar del Foshan Fosti en la Primera Liga China luego de su desaparición al finalizar la temporada de 1997, y con la inversión hecha por Lai Changxing lograron el título de la segunda división en 1999. En la siguiente temporada se volvió un desastre luego de que Chanxing fuera implicado en casos de corrupción, lo que hizo que el club fuese objeto de dudas sobre el origen de sus recursos, lo que provocó que el entrenador se fuera y el club descendió.
En 2002 el club habría logrado el ascenso como campeón de la segunda división, pero le fue negado el ascenso. En 2005 el club logra su regreso a la primera división dirigidos por Gao Hongbo, finalizando en octavo lugar en su regreso. Hongbo abandonó al club en la siguiente temporada para dirigir al Changchun Yatai, el club terminó en penúltimo lugar de la clasificación y descendío.
El club desparecío oficialmente en marzo de 2008, antes de que iniciara la temporada de la Primera Liga China.

## Nombres
- 1996–97: Xiamen Yincheng (en chino, 厦门银城)
- 1998: Xiamen Fairwiell (en chino, 厦门远华)
- 1999: Xiamen FC (en chino, 厦门队)
- 2000: Xiamen Xiaxin (en chino, 厦门厦新)
- 2001–03: Xiamen Hongshi (en chino, 厦门红狮)
- 2003.10.2 – 2004: Xiamen Jixiang Shishi (en chino, 厦门吉祥石狮)
- 2004.5.18 – 2008: Xiamen Blue Lions (en chino, 厦门蓝狮)

## Logros
- Liga Jia B/Primera Liga China (3): 1999, 2002, 2005

## Temporadas
| Temporada | 1996 | 1997 | 1998 | 1999 | 2000 | 2001 | 2002 | 2003 | 2004 | 2005 | 2006 | 2007 |
| --------- | ---- | ---- | ---- | ---- | ---- | ---- | ---- | ---- | ---- | ---- | ---- | ---- |
| División  | 3    | 3    | 2    | 2    | 1    | 2    | 2    | 2    | 2    | 2    | 1    | 1    |
| Posición  | 6    | 4    | 6    | 1    | 13   | 6    | 1    | 12   | 3    | 1    | 8    | 15   |